# 単端式気動車

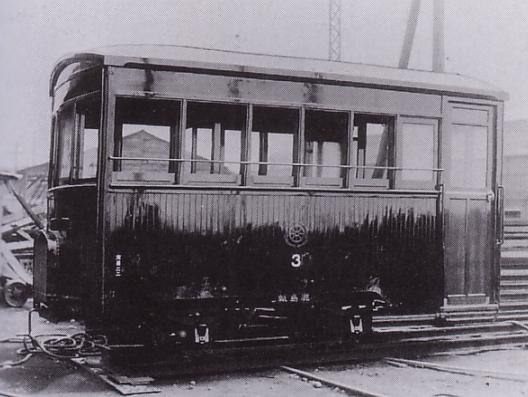
丸山車輌製単端式気動車の例（鹿島軌道ジ3）

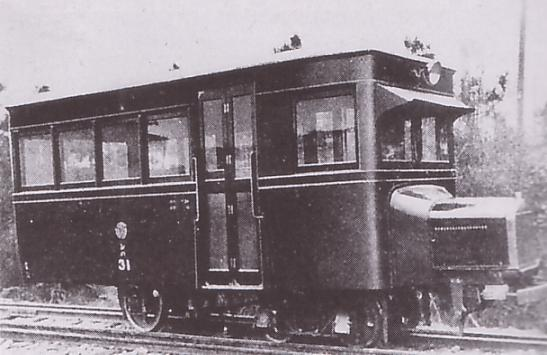
日本車輌製造本店製単端式気動車の例（三重鉄道シハ31）

単端式気動車（たんたんしききどうしゃ）とは、気動車の一種で、自動車と同様、運転台方向への運転を原則とする片運転台の鉄道車両である。そのため逆転機を搭載しない車両が多い。「軌道自動車」、「自動機客車」、「自働（動）客車」、あるいは「ガソ」などと呼称、通称された初期のガソリンカーは多くがこの形態である。
なお、「単端式」という名称は日本車輌製造の造語とも英語の「Single ended」の訳語ともいわれる。

## 概要
T型フォードの大量生産の成功により自動車の一般普及が本格化した1910年代以降、機関を含む自動車の動力伝達機構を鉄道車両に応用する動きが欧米で急速に進んだ。
1920年代には日本にもこの動きが伝播し、アメリカ製自動車用などの内燃機関を搭載した小形気動車が、「町工場」規模の小メーカーによって製造されるようになった
。
初期の内燃動車はいわば「線路を走る自動車」を念頭に開発されたこともあり、T型フォードやフォードソン・トラクターといった輸入自動車・トラクターのエンジン・駆動系を流用し、鉄道用の車体に取り付けた、文字通り「軌道自動車」と呼ぶべき物が多かった。
当時日本においては自動車工業は未発達であり、産業用・鉄道用としてエンジンや駆動系の変速・逆転機構などの主要部品を自社で開発・供給できる専業メーカーも、日本国内には存在しなかった。
もとより、零細車両メーカー自体にも、走行機器類を全て内製するだけの技術的な蓄積がなかった。
このような事情から、日本における黎明期の原始的な気動車群は、一般に専用の逆転機を持たず、機関からクラッチ・変速機を経て車軸へ動力を伝達する、自動車に準じた構成とされた。走行特性が前進時と後進時で異なるため、運転台も一方の車端部にのみ設置し、同じ一端寄りに機関を装架した。水冷エンジンの冷却系もそのまま流用されたため、車体前面にラジエーターが設置された。このように、一方向への走行に特化し「単一の車端に運転台と機関を備える」気動車が「単端式気動車」である。
この種の気動車は逆転機を必要としないため動力伝達機構を単純化出来る一方、運用に当たって終端駅での方向転換が必要であり、折り返し各駅についてデルタ線やループ線、あるいは転車台といった転向設備が設置されていた。そのため、単端式気動車で新規開業する鉄軌道会社向けにメーカー各社は車両と共に転車台も販売した。もっとも、導入各社は蒸気動力で開業し、機関車を方向転換させる施設を備えていた事業者が大半であったため、この構造も当然の仕様として受け入れられていた。
欧米においては、単端式気動車を背中合わせに連結（双合/背合）して方向転換を避ける運転方法も用いられた。

## 実用例

### 日本
1920年代中期以降、旅客輸送量の少ない地方鉄軌道において、製造コストが廉価で燃費も安い車両として導入が進んだ。
当時は乗り合いバスが鉄道の競合相手として台頭しつつあり、瀬戸内地方ではこの種の気動車の導入で先陣を切った井笠鉄道の成功に影響されて、車掌省略運転や高頻度運転による経費削減とサービス向上を目的に導入された例が多い。
車両の製造は、自動鉄道工業所（→日本鉄道事業）の「自動機客車」が先鞭を付けた後、より大型の丸山車輌製「自働（動）客車」が普及した。続いて大手車両メーカーの一角を形成する日本車輌製造が台頭する。日本車輌製造は1927年製造の井笠鉄道ジ1形を皮切りに21人から30人乗りの小型単端式気動車を量産、大手ならではの完成度の高い洗練された設計で先行メーカーを圧倒する車輛数を製造した。
- 自動鉄道工業所→日本鉄道事業
日本全国にガソリン機関車とガソリンカーによる「自動鉄道」の普及を図った矢沼商店自動鉄道部[4]を起源とするが、日本鉄道事業を社名とするまで短期間に幾度も社名変更をしている[注 11]。
矢沼商店時代に自動車改造の気動車を製作し鉄軌道事業者に宣伝したが採用は無く、代わって製造されたのが単端式としても日本の内燃動車としても営業運転第一号となった「自動機客車」シリーズである。その構造・形態は側梁を曲げて端梁とする森林鉄道の運材車のような形状の台枠の車端にエンジンを搭載し、キャブオーバー形に二重屋根の木製車体を装架したもので、後端に出入り口をオープンデッキ式に設置している。
好間軌道に納入された第1号車は、歯車式変速機を用いた一般的な構造であるが、軸受にコロ軸受（ローラーベアリング）を使用し、チェーンによる2軸（全軸）駆動を採用している点は注目される。続いて量産された車輛では1軸駆動化、変速機を歯車式からフリクション式に変更するなど構造の簡略化が図られた一方、エアーブレーキ装備車も製造するなど、先進的な設計技術をもっていたメーカーである。また重量過大を嫌ってか、超小型車体に徹して一定の性能を確保するよう努めていた形跡が見られる。しかし、その後の技術的な進歩は無く、車両も第1号車と大同小異な物に止まり、以後の発展は無かった。搭載エンジンは不詳のものも多いが、判明している限りではブダが多く、当時自動車用に大量生産され、気動車にも多用されたフォードの使用例がないのは特異である。
- 丸山車輌
1926年の第一作の鹿島軌道納入車は日本鉄道事業の自動機客車と似た形状・大きさの車両であった。以後、鉄軌道事業者の需要に応じ車両の大型化を進め後期の車両では40人乗りの車両を製造している。台枠は鋼材に一部木材併用で、車体は木造・丸屋根式だったが、後に木造鋼板張りとなった。機関部はキャブオーバーか短いボンネットで半分程度車体外に突き出していた。
1926年の1年間に10両を超える販売実績は当時の需要の大きさを示すものであり、後続他社がガソリンカー製造へ参入する呼び水となった。使用エンジンは20HP級のフォードTを小型車、やや強力な26HP級のフォードソン・トラクターを大型車にそれぞれに標準的に使用している。丸山車輛は主力商品の気動車の製造総数40数両の内、3/4の30両以上が単端式という単端式を一枚看板とする会社であった[注 12]。そのため単端式気動車の需要が減少すると経営が悪化、1930年には倒産し会社整理となった。
- 日本車輌製造
1927年2月に竣工した井笠鉄道納入の第一号車以来、半鋼製車体を採用している点が先行他社との相違点である。以後瀬戸内・東海地方の762mm軌間の軽便鉄軌道に大量に同系車を納入、1067mm軌間の地方私鉄や914mm軌間の軌道（鞍手軌道）、更には朝鮮総督府鉄道局向け、とその販路は幅広く展開されており、製造総数は50両以上を数えた。
762mm・914mm軌間の鉄軌道に納入した車輛は曲線を多用した当時の乗合自動車（＝バス）によく似たデザインで「乗合自動車（バス）型」と呼ばれる[注 13]。一方1067mm軌間向けの車両は対照的に第一号車を拡大したような直線的な箱型車体を採用している。どちらもエンジン部分をボンネットに納めて車体外部に配置しているのが特徴。搭載エンジンはフォード（特にT）が圧倒的で、その他のものは末期製造車に搭載例が見られるのみである。
なお、「軌道自動車」の名称は日本車輛製造が初期（1930年頃まで）に気動車全般に使用した商品名であり、単端式ばかりでなく両運転台式の気動車も「軌道自動車」と呼ばれていた。

その他にも梅鉢鉄工場がまとまった両数を製造している。松井車輌、雨宮製作所、汽車製造、加藤車輛製作所の各社も製造実績がある。
また単端式は比較的容易に製造可能なことから、鉄道会社が自ら既存客車を気動車へ改造する際などに採用される例も見られた。中でも角田軌道、朝倉軌道などでは当局に対して改造認可申請を出さないまま気動車化を実施し、特に後者は当局からの照会へもまともに回答しないまま最大10両もの客車改造単端式気動車を揃えた。この朝倉軌道の10両という数字は、非公認ながら日本の私鉄における単端式気動車保有数の最多記録と見られている。
この種の気動車の特徴的な点として、日本車輌製造製の例に見られるように非力な機関出力を有効活用するために、耐久性よりも軽量化を優先した車体構造のものが多かったことがあげられる。このような構造は、車輛寿命の面でマイナスにはなったが、鋼製車と木製車の車輛寿命の違い程顕著には現れていない。
単端式気動車は、1920年代後期に日本で隆盛を極めた。そのため製造両数もこの時期のものが多いが、1930年代以降に逆転機をそなえた両運転台式気動車が普及した時期でも軽便鉄軌道向けに需要があった。戦前期の製造は南筑軌道の自社製車両2両をもって終了した。メーカー製の車両では1935年3月に竣工した十勝鉄道キハ1（浅野物産納入・斎藤工業所製造）と同年2月竣工の安濃鉄道カ10（日本車輌製造本店製）が最終である。なお、1938年以降は燃料統制により気動車の製造自体が事実上禁止されている。
この種の小型気動車は、購入した鉄道会社が小規模な零細企業であることが多く、戦前の段階でバスの普及などにより、路線そのものが廃線に追い込まれたケースが過半を占めた。また、戦中・戦後の混乱期にはエンジンを下ろして客車化される例が多くなり、その数は減少した。このため、第二次世界大戦後まで動力車として残存した例は、以下の各社に限られる。
- 鞆鉄道
日本車輛製造製単端式気動車の量産第1号であったキハ1を使用していたが、戦後、前述の下津井鉄道が電化した際に、同社から不要となったカハ4を譲り受け、無許可で老朽化したキハ1と振り替え、三菱重工業三原製作所で機関換装を実施の上で使用したと見られている[注 20][6]。1954年の路線廃止で廃車され、そのまま解体された。
- 井笠鉄道
戦前には上述のジ1形1・2を筆頭に下津井鉄道・三蟠鉄道からの譲受車を含めのべ8両の日本車輌製造製「軌道自動車」を導入したが、ホジ7[注 21]・ホジ1・ホジ100形とより大型で強力な機関を搭載するディーゼルカーが導入された戦後は、その小型さゆえに機関を下ろして客車化される例が多く、気動車としては支線廃止前の1965年まで日車標準型のジ6・10の2両のみが残された。ただし、この2両は客貨車牽引を可能とすべく機関換装・台車強化・車体延伸とキャブオーバー化が行われ、原形を留めぬまでに改造されていた。
- 西大寺鉄道（現、両備ホールディングス）
1962年の路線廃止までキハ1 - 5・8・10の7両を日常的に使用。キハ1 - 5はボギー客車の牽引を前提に後端に貫通路を設けた構造の梅鉢鉄工場製2軸車、キハ8・10の2両は、不調で客車化されていた梅鉢鉄工場製2軸ボギー車のキハ100を戦後になって自社工場で2分割改造した2軸車であった。路線廃止後キハ3が旧西大寺市駅構内に保存されていたが、後に解体された。
- 三重交通
日本車輌製造製の標準型「乗合自動車（バス）型」の前輪ボギー車であるナ111 - 114・121・122の6両を使用したが、1948年の全線電化完成で全車廃車となった。
- 頸城鉄道（現、頸城自動車）
丸山車輌製木造車であるジ1・2の2両が機関換装・客用扉拡幅等の改造を行いつつ長く使用されたが、1956年（ジ2）[注 22]・1961年（ジ1）に相次いで廃車され淘汰された。
- 九十九里鉄道
1961年の路線廃止まで丸山車輌製の木造車キハ102・103・104の3両[注 23]を日常的に使用。フォードソン・トラクターの密閉型ハウジングに収められていた変速機部分を組み替えて減速比を変更した、丸山独特の駆動系を備えていたが、これは戦後の機関換装時に改修された。短命なものが多かった丸山車輌製単端式気動車では頸城のジ1と共に最後の現役車両であった。様々な事情から、1970年代まで東金駅構内で放置されていたが、最終的に同地の公園整備時にいずれも解体されて姿を消している。
- 日本硫黄沼尻鉄道→磐梯急行電鉄
雨宮製作所製のガソ101が在籍。元来は機関を車端部に搭載した両運転台式として製造された車両を、戦後自社工場で自動車用ガソリンエンジンへの機関換装と駆動装置の変更をおこなった際に片側の運転台と逆転機を撤去して、単端式へ改造したものである。これは沼尻鉄道が終点駅である沼尻にデルタ線を備え、起点である川桁と中間の主要駅である会津樋ノ口の2駅に転車台が完備され、方向転換について特に不便を感じなかった[注 24]という事情ゆえのものであった[注 25]。当初より予備車的な位置づけで、特に最終期には仙北鉄道より導入されたキハ2401・2402の2両の両運転台ボギー式気動車の運行開始により稼働の機会は激減していたが、一般的な意味での単端式気動車としては日本最後の現役車両として、1968年の会社倒産に伴う路線休止→翌年の全線廃止まで在籍した。
- 十勝鉄道
床下エンジン車ながら単端式の特異車キハ1が残存していたが、後に両運転台車に改造された。単端式から両運転台式への改造例は希少である。
- 根室拓殖鉄道
1959年の路線廃止までキハ1 - 3の3両を使用。キハ1（「ちどり」）は1931年日本車輌製造東京支店製（当初はジ3もしくはジ6）。キハ2（「かもめ」）とキ1→キハ3（「銀龍」）は1949年田井自動車工業製で、キハ3は前代未聞の貨物用代燃装置搭載気動車キ1として製造された。その後荷台部に木製の客室を追設して旅客用気動車化され、ギャロッピンググースに似た外観になった[7]ことから愛好者らに「和製グース」というあだ名で呼ばれた。3輛には形式名のほかに「ちどり」、「かもめ」、「銀龍」という固有名が付けられている。

戦後に単端式気動車を新規保有した地方私鉄には、上記の根室拓殖鉄道、西大寺鉄道の他、大水害の被害で窮地に追い込まれた山鹿温泉鉄道がある。山鹿温泉鉄道の車輛は大阪市交通局払い下げのGMCウェポンキャリア（軍用トラック）流用バス2両を1955年に改造して製作したものである。
一方、1950年代中盤から1960年代にかけて、北海道開発局が道内に存在した簡易軌道向けに道内メーカーに製造させた「自走客車」では、担当者のメカニズムに対する不理解などから、単端式で製造されたものが計3両存在した。これは1941年に鶴居村営軌道雪裡・幌呂線用として就役した、ボンネットバスを改造した単端式気動車2両や1949年に道内で製造された根室拓殖鉄道の2両の気動車が担当者の念頭にあったためとされる。しかし取扱いが不便であるためか、以後16両が製造された自走客車はいずれも逆転機付きの両運転台車となり、後期には液体変速機の導入も行われている。結果的に1958年製の歌登村営軌道向け2軸自走客車が日本で製造された最後の旅客用単端式気動車となった。
営業用以外の事例では、従業員輸送用として豊羽鉱山専用鉄道と常磐炭砿（現・常磐興産）が戦後新規に単端式気動車を保有している。どちらも改造車であった。
営業用の単端式気動車は日本においては1960年代末までには一旦姿を消したが、2008年よりJR北海道が試運転を行い、2021年より阿佐海岸鉄道で実用化されるデュアル・モード・ビークル（DMV)を、鉄道車両として見るならば、単端式気動車の一種ということになる。
また、保線用のモーターカーの中には単端式気動車のような運行形態をとるものもある。これらの方向転換には場所を選べないため、搭載したジャッキを支点に車体を転回させる方法が一般的である。

### アメリカ大陸

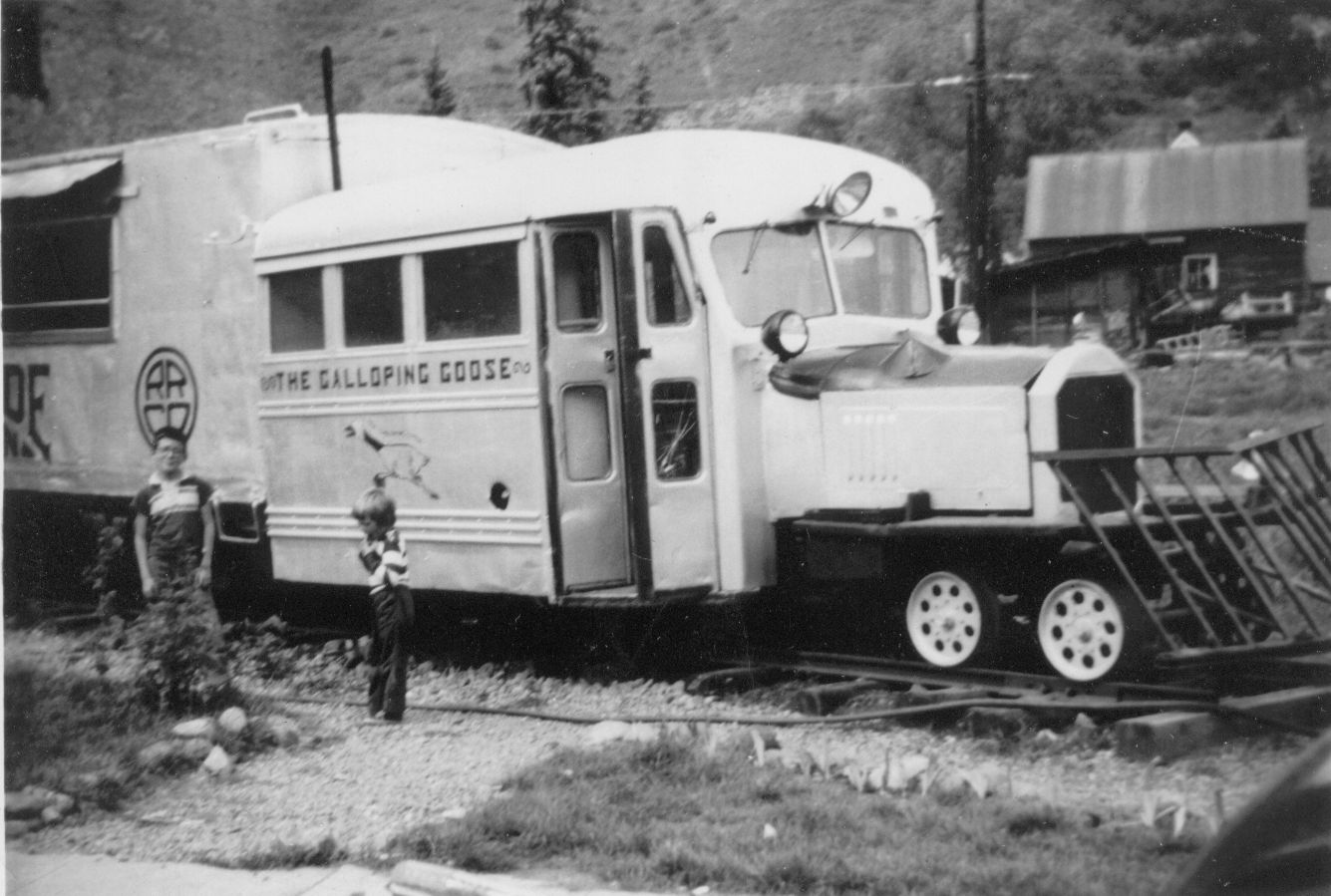
ギャロッピンググース

アメリカ合衆国
いくつもの鉄道で単端式気動車の採用例があるが、ロッキー山中に路線網を展開していた3フィート(914mm)軌間のリオ・グランデ・サザン鉄道 (RIO GRANDE SOUTHERN) が郵便・物資輸送・軌道保守などの事業用、および旅客用車両としてギャロッピンググースと呼ばれる自動車を線路の上に載せたようなレールトラック形や自動車と貨車を繋ぎあわせたような形の単端式気動車を1930年代に製造し、1951年の路線廃止まで使用した例が有名である。
エクアドル
「アウトフェロー」とよばれるバス改造の単端式気動車が現在も使用されている。

### ソ連・ロシア

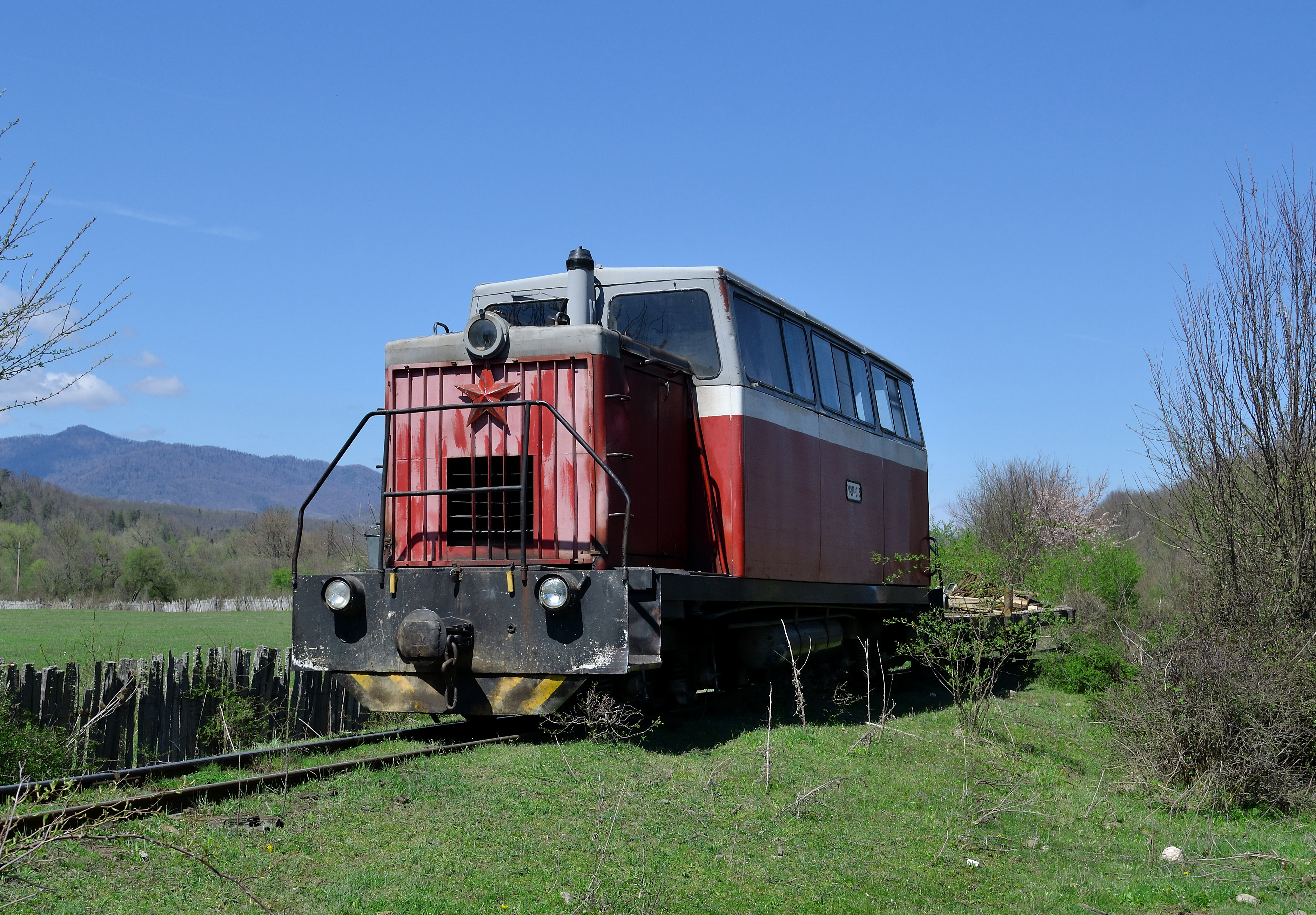
アプシェロンスク狭軌鉄道で運用されるТУ8П形気動車

日本の軽便鉄道に相当する狭軌鉄道向けに、カムバルカ機械製作工場が1988年よりТУ8形ディーゼル機関車及びТУ8Г形操重車をベースとしたТУ8П形気動車を製造している。